# Un miracle ordinaire (film, 1964)
Pour l’article homonyme, voir Un miracle ordinaire.
Pour plus de détails, voir Fiche technique et Distribution.
Un miracle ordinaire (Обыкновенное чудо, Obyknovennoe chudo) est un film soviétique réalisé par Erast Garine et Khesia Lokchina, sorti en 1964,.

## Fiche technique
- Photographie : Viktor Grichin
- Musique : Boris Tchaïkovski, L. Rapoport
- Décors : Irina Zakharova